# Daemonorops sparsiflora
Daemonorops sparsiflora là loài thực vật có hoa thuộc họ Arecaceae. Loài này được Becc. mô tả khoa học đầu tiên năm 1902.